# گستره چربی

ساختار لیپید رفت: منطقهٔ (۱) دولایه لیپیدی استاندارد است، منطقهٔ (۲) لیپید رفت است

گُسترهٔ چربی، کَلَک چربی یا لیپید رفت (به انگلیسی: Lipid raft) غشای پلاسمایی سلول‌ها شامل ترکیبی از گلیکواسفنگولیپیدها، کلسترول و گیرنده‌های پروتئینی است که به صورت میکرودومین‌های گلیکوپروتئینی در قالب لیپید رفت سازمان‌دهی شده‌اند.
وجود آن‌ها در غشای سلولی همچنان محل مناقشه است. تئوری مطرح این است که میکرودمین‌های تخصص‌یافتۀ غشا فرایندهای سلولی را توسط مراکز سازمان‌دهی برای گرد هم آوردن مولکول‌های پیام‌رسان با تأثیر گذاشتن روی سیالیت غشا و ترافیک پروتئینی غشا و تنظیم نوروترانسمیترها و گیرنده‌های ترافیکی تقسیم‌بندی می‌کنند.
رفت‌های لیپیدی بیشتر به صورت بسته‌های منظم در غشای دولایه سازمان یافته‌اند. اما در غشای دولایه آزادانه جریان دارند.
اگرچه بیشتر در غشای پلاسمایی شایع است در قسمت‌های دیگری از سلول مثل گلژی و لیزوزوم گزارش شده‌است.

## ویژگی‌های گُستره‌های چربی
یکی از تفاوت‌های کلیدی بین لیپید رفت و غشای پلاسمایی این است که آن‌ها از ترکیبات لیپیدی مشتق شده‌اند.
محققان نشان داده‌اند که لیپد رفت عموماً محتوی ۳ تا ۵ برابر از کلسترول در غشای دولایه وجود دارد.
همچنین لیپید رفت غنی است از اسفنگولیپیدهایی از جمله اسفنگومیلین که عموماً بالای ۵۰٪ نسبت به غشای پلاسمایی حاوی آن است. سطح‌های اسفنگولیپیدها بالا و سطح‌های فسفاتیدیل کولین پایین است. از آنجاییکه سطح‌های لیپیدهای مشابه آن و کولین دار بین رفت‌ها و غشای دولایه‌ها احاطه شده‌است.
اسفنگولیپیدها به سبب ساختارشان و اشباعیت شاخه‌های هیدروکربنی با کلسترول میانکنش دارند اگرچه انحصاری نیست.
اگرچه همه فسفولیپیدها در لیپید رفت اشباع کامل نیستند شاخه‌های آب‌گریز لیپیدها در لیپید رفت بیشتر اشباع و به صورت بسته‌های منظم در غشای دولایه احاطه شده‌اند.
کلسترول نقش دینامیکی دارد و در عین حال همانند چسب رفت‌های لیپیدی را برپا می‌کند.
به سبب ساختار سخت گروه استرول قسمت‌هایی از کلسترول ترجیح می‌دهند که دررفت‌های لیپیدی از آنجاییکه زنجیره‌های آسیل لیپیدها گرایش دارند که بیشتر ریجیت و سخت و کمتر حالت مایع داشته باشند.
یکی از ویژگی‌های مهم لیپیدهای غشایی خصوصیت آمفی پاتیکی آنهاست. لیپیدهای آمفی پاتیک یک سر قطبی هیدروفیلی و یک ناحیه آب‌گریز غیر قطبی دارند.
پس باید توجه شود که کلسترول توانایی پک کردن در بین لیپیدها را در لیپید رفت دارد و یک مولکول فضاگیر و پرکننده هر جای خالی بین انجمن‌های اسفنگولیپیدهاست.
ریتولد و سیمون لیپید رفت را در غشاهای مدل حالت مخلوط نشدنی از فاز Lo (منظم) و Ld(نامنظم) فاز مایع در نظر گرفته‌اند.
علت این مخلوط نشدن به روشنی معلوم نیست اما این مخلوط نشدن انرژی آزاد بین دو فاز را به حداقل می‌رساند.
مطالعات نشان می‌دهد که ضخامت دررفت‌های لیپیدی و غشایی دو لایه متفاوت است و این از نامنظم قرارگیری ناحیه آب‌گریز در بین دو فاز نشات گرفته‌است. ارتفاع این فاز نامنظم قرار گرفته نشان می‌دهد که خط تنش فشار افزایش پیدا کرده که ممکن است منجر به فرم‌های بزرگتر و بیشتر رفت‌های مدور شود و سطح انرژی را به حداقل برساند و رفت‌ها به عنوان جدا کنننده فاز است.
اتفاقات خود به خودی دیگر مانند انحنای غشا و ملحق شدن رفت‌های کوچک و تشکیل رفت‌های بزرگتر می‌تواند خط انرژی را به حداقل برساند.
یک تعریف اولیه از لیپید رفت است:رفت‌های لیپیدی از حالت استراحت غشای پلاسمایی متفاوت‌اند. در حقیقت محققان فرض کردند که رفت‌های لیپیدی می‌تواند از غشای پلاسمایی استخراج شوند. استخراج زمانی سودمند است که از دترجنت‌های غیر یونی پایدارکننده استفاده شود مثل:تریتون100x یا بریج-۹۸ در دمای کم مثل ۴ درجه سانتی گراد
زمانیکه به سلول‌ها دترجنت اضافه می‌شود غشای مایع حل می‌شود از آنجاییکه رفت‌های لیپیدی ممکن است دست نخورده باقی بماند و می‌توان استخراج کرد.
همچنین گفته می‌شود رفت‌های لیپیدی کمپلکس‌های غنی از گلیکولیپیدهای نامحلول در دترجنت(GEMs)یا DIGs یا غشاهای پایدار دترجنتی(DRMs)هستند زیرا ترکیب آن‌ها و دترجنت‌ها پایدارند؛ بنابراین ارزش روش دترجنت‌های پایداری غشاها اخیراً مورد سؤال قرار گرفته به سبب ابهام در لیپیدها و پروتین‌ها بهبود یافته و مشاهده کردند که آن‌ها می‌توانند همچنین ناحیه‌های جامدی را که از قبل این‌گونه نبوده‌اند به وجود بیاورند.